# Championnats de France de cyclisme sur route 2021
Les Championnats de France de cyclisme sur route 2021 se déroulent du 17 au 20 juin, pour les épreuves élites à Épinal et du 28 juillet au 1er août autour de la ville de Lorrez-le-Bocage-Préaux en Seine-et-Marne pour les championnats de l'avenir (minimes, cadets, juniors et espoirs),.
C'est la première fois que la ville d'Épinal accueille les Championnats de France, tout comme le département des Vosges, bien qu'Épinal ait été ville-étape à quatre reprises du Tour de France (en 1954, 1985, 1987 et 1990),.

## Podiums

### Hommes
| Épreuves         | Or                  | Argent           | Bronze             |
| ---------------- | ------------------- | ---------------- | ------------------ |
| Élites           |                     |                  |                    |
| Course en ligne  | Rémi Cavagna        | Rudy Molard      | Damien Touzé       |
| Contre-la-montre | Benjamin Thomas     | Bruno Armirail   | Alexys Brunel      |
| Amateurs         |                     |                  |                    |
| Course en ligne  | Axel Mariault       | Louis Richard    | Paul Lapeira       |
| Contre-la-montre | Kévin Vauquelin     | Thomas Delphis   | Corentin Ermenault |
| Espoirs          |                     |                  |                    |
| Course en ligne  | Valentin Retailleau | Mathis Le Berre  | Antoine Devanne    |
| Contre-la-montre | Kévin Vauquelin     | Enzo Paleni      | Thomas Delphis     |
| Juniors          |                     |                  |                    |
| Course en ligne  | Romain Grégoire     | Pierre Gautherat | Lenny Martinez     |
| Contre-la-montre | Romain Grégoire     | Pierre Thierry   | Lenny Martinez     |
| Cadets           |                     |                  |                    |
| Course en ligne  | Paul Seixas         | Similien Hamon   | Baptiste Grégoire  |

### Femmes
| Épreuves         | Or                  | Argent              | Bronze          |
| ---------------- | ------------------- | ------------------- | --------------- |
| Élites           |                     |                     |                 |
| Course en ligne  | Évita Muzic         | Audrey Cordon-Ragot | Gladys Verhulst |
| Contre-la-montre | Audrey Cordon-Ragot | Juliette Labous     | Cédrine Kerbaol |
| Espoirs          |                     |                     |                 |
| Course en ligne  | India Grangier      | Maëva Squiban       | Anaïs Morichon  |
| Contre-la-montre | Cédrine Kerbaol     | Marine Allione      | Maëva Squiban   |
| Juniors          |                     |                     |                 |
| Course en ligne  | Églantine Rayer     | Maurène Trégouët    | Lise Ménage     |
| Contre-la-montre | Églantine Rayer     | Pauline Devaux      | Flavie Boulais  |
| Minimes/cadettes |                     |                     |                 |
| Course en ligne  | Célia Gery          | Julie Bego          | Titia Ryo       |